# 国际地圈生物圈计划
国际地圈生物圈计划（英语；International Geosphere-Biosphere Programme，简称IGBP）是一项研究全球变化的研究项目，于1987年启动，2015年终止。
国际科学联盟理事会是一个致力于协调国际间科学组织的机构。1987年国家科学联盟成立了IGBP，后者着眼于研究整个地球系统正在发生的变化，以及人类活动如何影响这些变化。
IGBP旨在描述和理解物理、化学和生物过程是如何调节地球系统的，并探寻人类对全球造成影响的过程，如碳循环、氮循环、硫循环、水循环和磷循环。“IGBP提供科学知识，以协助人类社会与地球环境和谐发展。”
IGBP的研究围绕着代表地球系统的六个项目展开——土地、大气、海洋及其相互作用界面（陆地-大气、陆地-海洋、大气-海洋）。此外，IGBP还有两个整体探究地球系统的项目：着眼于古气候的过去全球变化项目（PAGES, Past Global Changes）和有助于建立地球系统模型的地球系统分析建模计划（AIMES, Analysis, Integration and Modelling of the Earth System）。此外，还有三项国际全球变化项目，涵盖碳、水、人类健康和粮食安全四个主题。
2004年，IGBP发布了具有里程碑意义的综合报告《全球变化和地球系统》。报告指出，人类因素是现阶段行星尺度变化的主要驱动力，而地球现在正处于一种“史无前例”的状态。对过去和现在地球系统过程的测量表明，在过去的50万年中，地球所发生的变化已经远远超出了自然变化的范围。
目前，该计划的执行董事是Sybil Seitzinger。

## 项目
- 地球系统分析建模计划（AIMES, Analysis, Integration and Modeling of the Earth System）
- 全球海洋生态系统动力学研究（GLOBEC, Global Ocean Ecosystem Dynamics）
- 全球土地项目（GLP, Global Land Project）
- 国际大气化学项目（IGAC, International Global Atmospheric Chemistry）
- 综合土地生态系统-大气过程研究计划（iLEAP, Integrated Land Ecosystem–Atmosphere Processes Study）
- 综合海洋生物地球化学和生态系统研究项目（IMBER, Integrated Marine Biogeochemistry and Ecosystem Research）
- 海岸带陆海相互作用项目（LOICZ, Land-Ocean Interaction in the Coastal Zone）
- 过去全球变化项目（PAGES, Past Global Changes）
- 表层海洋低层大气研究项目（SOLAS, Surface Ocean Lower Atmosphere Study）

## IGBP联合项目
- 全球碳计划（Global Carbon Project）
- 全球土地计划（Global Land Project）
- 全球环境变化和人类健康项目（GECHH, Global Environmental Change and Human Health）
- 全球环境变化和食品系统项目（GECAFS, Global Environmental Change and Food Systems）
- 全球水系统计划（GWSP,  Global Water System Project）

## 国际合作伙伴
- 地球系统科学伙伴关系（ESSP, Earth System Science Partnership）
- 世界气候研究计划（WCRP, World Climate Research Programme）
- Diversitas
- 国际全球环境变化人文因素计划（IHDP, International Human Dimensions Programme）

## 拓展阅读
- 系统地质学